# Gusztáv koccan
A Gusztáv koccan a Gusztáv című rajzfilmsorozat negyedik évadának huszonnegyedik epizódja.

## Rövid tartalom
Gusztáv autója összekoccan egy másikkal, de a kár jelentéktelen. Az autósok kicserélik betétlapjaikat és udvariasan helyzetelemzésbe kezdenek – amely végül csúnya veszekedéssé fajul.

## Alkotók
- Rendezte: Jankovics Marcell, Kovács István
- Írta: Jankovics Marcell, Nepp József
- Dramaturg: Lehel Judit
- Zenéjét szerezte: Deák Tamás
- Operatőr és kamera: Klausz András
- Hangmérnök: Bársony Péter
- Vágó: Czipauer János
- Tervezte: Kovács István
- Háttér és képterv: Szoboszlay Péter
- Rajzolta: Vásárhelyi Magda
- Színes technika: Kun Irén
- Gyártásvezető: Marsovszky Emőke
- Produkció vezető: Imre István

A Magyar Televízió megbízásából a Pannónia Filmstúdió készítette.

## Érdekességek
A székely–magyar rovásírás jelenik meg annak az autónak a rendszámtábláján, amelyikkel Gusztáv koccan. Olvasata: "eLMeGY JÁRMŰ"